# Liste der Baudenkmäler in Bubenreuth
Auf dieser Seite sind die Baudenkmäler in der mittelfränkischen Gemeinde Bubenreuth zusammengestellt. Diese Tabelle ist eine Teilliste der Liste der Baudenkmäler in Bayern. Grundlage ist die Bayerische Denkmalliste, die auf Basis des Bayerischen Denkmalschutzgesetzes vom 1. Oktober 1973 erstmals erstellt wurde und seither durch das Bayerische Landesamt für Denkmalpflege geführt wird. Die folgenden Angaben ersetzen nicht die rechtsverbindliche Auskunft der Denkmalschutzbehörde.
 Diese Liste gibt den Fortschreibungsstand vom 1. Februar 2022 wieder und enthält 8 Baudenkmäler.

## Baudenkmäler
| Lage                                                                     | Objekt                                  | Beschreibung | Akten-Nr.             | Bild                                  |
| ------------------------------------------------------------------------ | --------------------------------------- | --- | --------------------- | ------------------------------------- |
| Bubenruthiastraße 8 (Standort)                                           | Wohnhaus                                | Zweigeschossiger Landhausbau in reduziert-historisierenden Formen, 1912 | D-5-72-119-7 Wikidata | Wohnhaus                              |
| Eichenplatz; am zentralen Eichenplatz der Geigenbauersiedlung (Standort) | Denkmal, sogenanntes Geigenbauerdenkmal | auf Voluten aufliegende Granitkugel mit der Bronzefigur eines Geigenbauers, errichtet nach dem Vorbild des Geigenbauerdenkmals in Schönbach/Luby zur Erinnerung an die 1946 von dort vertriebenen Geigenbauer, von Helmut Lederer, 1969 | D-5-72-119-10         | weitere Bilder                        |
| Hauptstraße 1 (Standort)                                                 | Bauernhaus                              | Zweigeschossiger giebelständiger Sandsteinquaderbau mit Satteldach, bezeichnet mit „1882“ | D-5-72-119-1 Wikidata | Bauernhaus                            |
| Hauptstraße 3 (Standort)                                                 | Wohnstallhaus                           | Zweigeschossiger Sandsteinquaderbau mit Walmdach und Eckpilastern, 1765 | D-5-72-119-2 Wikidata | Wohnstallhaus                         |
| Hauptstraße 7 (Standort)                                                 | Bauernhaus                              | Zweigeschossiger giebelständiger Sandsteinquaderbau mit Satteldach, bezeichnet mit „1888“ | D-5-72-119-3 Wikidata | Bauernhaus                            |
| Hauptstraße 11 (Standort)                                                | Wohnstallhaus                           | Eingeschossiger giebelständiger Sandsteinquaderbau, bezeichnet mit „1840“ | D-5-72-119-4 Wikidata | Wohnstallhaus                         |
| Hauptstraße 14 (Standort)                                                | Gasthaus zur Bubenruthia (Mörsbergei)   | Zweigeschossiger giebelständiger Satteldachbau mit Sandsteingliederung, 18. Jahrhundert | D-5-72-119-5 Wikidata | Gasthaus zur Bubenruthia (Mörsbergei) |
| Betzenweg 2 (Standort)                                                   | Salettla                                | freistehender, eingeschossiger Mansard-Walmdachbau, 18. Jahrhundert | D-5-72-119-5 Wikidata | Salettla                              |
| Hauptstraße 14 (Standort)                                                | Nebengebäude                            | Fechtboden der Studentenverbindung Bubenruthia, eingeschossiger Sandsteinquaderbau mit Satteldach, 18. Jahrhundert | D-5-72-119-5 Wikidata | Nebengebäude                          |
| Hauptstraße 14 (Standort)                                                | Einfriedung                             | Sandsteinquadermauer mit Torpfosten, vermutlich gleichzeitig | D-5-72-119-5 Wikidata | Einfriedung                           |
| Betzenweg 2 (Standort)                                                   | Freigelände                             | gegen Bubenruthiastraße, dort axial begrenzt durch spätbarocke Torpfeiler | D-5-72-119-5 Wikidata | Freigelände                           |
| Hauptstraße 24 (Standort)                                                | Katholische Kirche St. Joseph           | Saalbau mit Satteldach und kräftigem Dachreiter mit Zwiebelaufsatz, barockisierender Heimatstil, nach Plänen von Joseph Keller, 1925 | D-5-72-119-8 Wikidata | Katholische Kirche St. Joseph         |